# Peel AFC
Peel AFC is een voetbalclub uit Peel, een stad op het eiland Man.

## Erelijst

### Competitie
- 1e divisie, kampioen in seizoenen: 1896-97, 1906-07, 1921-22, 1931-32, 1932-33, 1933-34, 1934-35 1947-48, 1948-49, 1952-53, 1953-54, 1954-55, 1957-58, 1958-59, 1959-60, 1962-63, 1963-64, 1964-65, 1965-66, 1971-72, 1972-73, 1973-74, 1974-75, 1975-76, 1976-77, 1983-84, 1999-00, 2000-01, 2001-02

### Beker
- Manx FA Cup: 1890-91, 1891-92 (gedeeld), 1908-09, 1926-27, 1929-30, 1932-33, 1934-35, 1936-37, 1938-39, 1945-46, 1947-48, 1948-49, 1952-53, 1953-54, 1957-58, 1958-59, 1959-60, 1960-61, 1962-63, 1963-64, 1968-69, 1972-73, 1973-74, 1974-75, 1976-77 1981-82 1983-84 1996-97 1998-99, 2006-07
- Hospital Cup: 1924-25, 1928-29, 1931-32, 1932-33, 1933-34, 1937-38, 1967-68, 1979-70, 1971-72, 1972-73, 1976-77, 1979-80, 1989-90, 1990-91, 1996-97, 1998-99, 2009-10
- Railway Cup: 1932-33, 1936-37, 1946-47, 1954-55, 1956-57, 1960-61, 1961-62, 1965-66, 1968-69, 1969-70, 1970-71, 1971-72, 1972-73, 1973-74, 1980-81, 1981-82, 1998-99, 2002-03, 2006-07, 2007-08, 2009-10

## Stadion
Peel AFC speelt zijn thuiswedstrijden op Douglas Road, in Peel, in het Peel A.F.C. Football Ground. De capaciteit van het complex is niet bekend.